# Pedro Esteban González-Larrinaga
Pedro Esteban y González-Larrinaga (1850 – ?), còn gọi là Hầu tước de Esteban, là Thị trưởng La Habana người Tây Ban Nha cuối cùng được bầu chọn dưới chủ quyền của Đế quốc Tây Ban Nha.

## Thân thế và học vấn
Pedro Esteban y González-Larrinaga chào đời tại La Habana, Cuba thuộc Tây Ban Nha vào năm 1850. Họ hàng của ông là một trong những gia tộc Tây Ban Nha giàu có lâu đời ở Cuba. Ông được ban tặng tước hiệu phi hoàng gia là Hầu tước de Esteban, dịch là Hầu tước xứ Esteban dựa trên họ của cha ông. Ông ngoại của ông là Don Ignacio González-Larrinaga y Benítez, viên quản đốc danh dự của Hải quân.
Ngày 17 tháng 12 năm 1879, ông tốt nghiệp Đại học La Habana và nhận bằng Cử nhân Luật.
Đến thập niên 1890, ông đã là chủ sở hữu khối tài sản lớn.

## Sự nghiệp chính trị
Pedro Esteban, người kế nhiệm vị thị trưởng thuộc phái bảo thủ, được Đô đốc Ramón Blanco bổ nhiệm thay vì bầu chọn theo hình thức bỏ phiếu phổ thông. Ông là thành viên của Hội đồng Tự trị ở La Habana. Dù mang danh hiệu quý tộc nhưng ông chẳng có bằng cấp hay kinh nghiệm gì về chính trị cả.
Hầu tước Esteban nhậm chức vào ngày 19 tháng 6 năm 1898, giữ chức Thị trưởng và Chủ tịch Hội đồng Thành phố La Habana.
Tháng 12 năm 1898, ông chứng kiến tro cốt của Cristoforo Colombo được chuyển từ Nhà thờ chính tòa La Habana sang tuần dương hạm Conde del Venadito.
Vào thời điểm người Tây Ban Nha phải di tản, chính quyền dân sự đã đầu hàng quân đội Mỹ. Ông giữ chức thị trưởng thành phố La Habana cho đến tháng 1 năm 1899 khi chính quyền quân sự Mỹ bổ nhiệm một người Cuba tên là Perfecto Lacoste lên làm thị trưởng tiếp theo.